# Dommartin-la-Chaussée
Dommartin-la-Chaussée és un municipi francès situat al departament de Meurthe i Mosel·la i a la regió del Gran Est. L'any 2007 tenia 48 habitants.

## Demografia

### Població
El 2007 la població de fet de Dommartin-la-Chaussée era de 48 persones. Hi havia 19 famílies, de les quals 5 eren unipersonals (5 homes vivint sols), 9 parelles sense fills i 5 parelles amb fills.
La població ha evolucionat segons el següent gràfic:
Habitants censats

### Habitatges
El 2007 hi havia 20 habitatges, 18 eren l'habitatge principal de la família i 1 estava desocupat. 16 eren cases i 3 eren apartaments. Dels 18 habitatges principals, 14 estaven ocupats pels seus propietaris i 5 estaven llogats i ocupats pels llogaters; 1 tenia una cambra, 7 en tenien tres, 2 en tenien quatre i 8 en tenien cinc o més. 15 habitatges disposaven pel capbaix d'una plaça de pàrquing. A 9 habitatges hi havia un automòbil i a 8 n'hi havia dos o més.

### Piràmide de població
La piràmide de població per edats i sexe el 2009 era:
| Homes | Edats   | Dones |
| ----- | ------- | ----- |
| 0     | 95 o +  | 0     |
| 0     | 90 a 94 | 0     |
| 0     | 85 a 89 | 0     |
| 0     | 80 a 84 | 0     |
| 0     | 75 a 79 | 0     |
| 0     | 70 a 74 | 0     |
| 0     | 65 a 69 | 4     |
| 0     | 60 a 64 | 0     |
| 0     | 55 a 59 | 0     |
| 0     | 50 a 54 | 0     |
| 0     | 45 a 49 | 0     |
| 4     | 40 a 44 | 0     |
| 4     | 35 a 39 | 4     |
| 0     | 30 a 34 | 4     |
| 0     | 25 a 29 | 4     |
| 0     | 20 a 24 | 0     |
| 0     | 15 a 19 | 0     |
| 4     | 10 a 14 | 0     |
| 8     | 5 a 9   | 8     |
| 4     | 0 a 4   | 4     |

## Economia
El 2007 la població en edat de treballar era de 32 persones, 23 eren actives i 9 eren inactives. De les 23 persones actives 21 estaven ocupades (13 homes i 8 dones) i 2 estaven aturades (1 home i 1 dona). De les 9 persones inactives 1 estava jubilada, 3 estaven estudiant i 5 estaven classificades com a «altres inactius».
Activitats econòmiques
L'únic establiment que hi havia el 2007 era d'una empresa de construcció.
L'únic servei als particulars que hi havia el 2009 era una empresa de construcció.

## Poblacions més properes
El següent diagrama mostra les poblacions més properes.